# José Bayardi
José Bayardi (Montevideo, 30 de junio de 1955) es un médico y político uruguayo perteneciente al Frente Amplio. 
Fue Ministro de Defensa desde el 1° de abril de 2019 hasta el 29 de febrero de 2020. El 30 de diciembre de 2013 asumió como Ministro de Trabajo y Seguridad Social en sustitución de Eduardo Brenta, que deja el ministerio para dedicarse de lleno a la campaña electoral.

## Biografía
Egresado como médico de la Facultad de Medicina de la Universidad de la República en 1988. Padre de dos hijos, Lt. José Gabriel y la Arq. María Fernanda Bayardi Becoña. Abuelo de 5 nietos Mia, Jùlia, Candela, José Ignacio y Ciro.
Inicia su militancia política en la Juventud Socialista del Uruguay. A principios de la década de 1980 se integró a la Izquierda Democrática Independiente, pasando luego a formar parte de la Vertiente Artiguista cuando la misma nace en 1989. El doctor Bayardi fue elegido diputado por dicho sector del Frente Amplio, por primera vez en 1990. Resultó reelecto en las subsiguientes elecciones. En su tarea legislativa se especializó en temas de defensa nacional, integrando la comisión respectiva en la cámara de representantes.
Fue presidente de la Vertiente Artiguista entre los años 1994 y el 2001. A su vez fue coordinador de la bancada de diputados del Encuentro Progresista.
El 1 de marzo del 2005 el presidente de la República, el doctor Tabaré Vázquez lo invistió como subsecretario de Defensa Nacional. Casi dos años más tarde, el 11 de febrero de 2008, tras el anunciado retiro de la ministra Azucena Berruti por problemas de salud y tras un intenso recambio del gabinete ministerial, fue nombrado Ministro de Defensa, cargo que ocupó desde el 3 de marzo de ese año. Lo acompañó en la subsecretaría Jorge Menéndez.
El 31 de agosto de 2009 renunció al puesto ministerial para dedicarse de lleno a la campaña por las elecciones de octubre. En su lugar asumió Gonzalo Fernández.
Ocupó una banca en la Cámara de Representantes por el departamento de Montevideo (período 2010-2015), pero renunció a fines de diciembre de 2013 para asumir como Ministro de Trabajo y Seguridad Social en sustitución de Eduardo Brenta, que renunció al puesto ministerial para dedicarse de lleno a la campaña electoral.
Bayardi asume por segunda vez al frente de la cartera de Defensa en abril de 2019, sustituyendo a Menéndez, tras varios episodios que involucraron a las cúpulas militares y confesiones sobre crímenes de lesa humanidad durante la dictadura; lo acompañó Andrés Berterreche como subsecretario.
En 2020 participa como panelista en el programa televisivo Todas las voces.